# Tom Zé
Antônio José Santana Martins, conhecido como Tom Zé (Irará, 11 de outubro de 1936), é um compositor, cantor, arranjador e jardineiro brasileiro.
É considerado uma das figuras mais originais da música popular brasileira, tendo participado ativamente do movimento musical conhecido como Tropicália nos anos 1960 e se tornado uma voz alternativa influente no cenário musical do Brasil.
Em 27 de setembro de 2022, Tom Zé foi eleito para ocupar a cadeira 33 da Academia Paulista de Letras, sucedendo a Jô Soares, morto em agosto do mesmo ano.

## Vida
Nascido 11 de outubro de 1936,em uma família abastada por conta de um bilhete premiado de loteria, Tom Zé passa a infância no sertão baiano na sua cidade natal Irará. Seguiu estudos ginasiais, pois sua música transmitida por comunicação oral.
Adolescente, passa a se interessar por música e estuda violão. Tem alguma experiência tocando em programas de calouros de televisão nos anos 1960, e acaba entrando para a Escola de Música da Universidade Federal da Bahia.

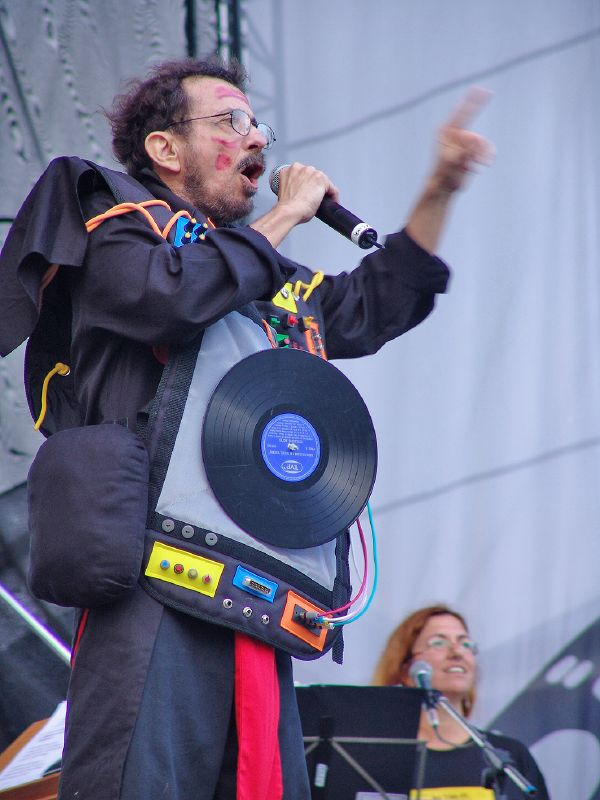
Tom Zé, se apresentando no aniversário da cidade de São Paulo.

Inspirou sua atuação como artista na figura do "homem da mala". O homem da mala era um personagem muito recorrente no interior do Brasil, tratava-se de mercadores que viajavam pelas cidades vendendo produtos variados. Como estratégia para melhorar as vendas, esses homens promoviam verdadeiros shows em praça pública, onde demonstravam a utilidade de seus produtos. Tom Zé conta que ficava maravilhado ao ver como o "homem da mala" era capaz de transformar um local comum em um palco improvisado e colocava-se como artista diante de uma plateia popular amparado apenas por sua capacidade de improviso e de entreter os outros através de narrativas.
Na mesma época, se alia a Caetano Veloso, Gilberto Gil, Gal Costa, Maria Bethânia e Djalma Corrêa no espetáculo Nós, Por Exemplo nº 2, no Teatro Castro Alves, em Salvador. Com o mesmo grupo, vai a São Paulo encenar Arena Canta Bahia, sob a direção de Augusto Boal, e grava o álbum definidor do movimento Tropicalista, Tropicália ou Panis et Circensis, em 1968.
Em 1968, leva o primeiro lugar no IV Festival de Música Popular Brasileira, da TV Record, com a canção "São Paulo, Meu Amor".
Tom Zé foi de grande importância para a construção do movimento. Inclusive, chegou a dar aulas de música para Moraes Moreira, que viria a formar a banda Novos Baianos.
Como é notável no seu disco de 1968, "Grande Liquidação", Tom Zé carregava fortes traços tropicalistas em suas canções e era também um dos expoentes do movimento, tendo inclusive participado do disco "Tropicália ou Panis et Circensis". Porém, por desencontros e desentendimentos, acabou se afastando do tropicalismo, de onde sua imagem foi sendo aos poucos apagada. Tom Zé chegou a ser chamado de "Trótski do tropicalismo", em referência ao marxista cuja participação na Revolução Russa foi apagada durante o governo stalinista.
Passou a década de 1970 e 1980 avançando ainda mais seu pop experimental em álbuns relativamente herméticos, sem atrair a atenção do grande público. No final dos anos 1980, é "descoberto" pelo músico David Byrne (ex-Talking Heads), em uma visita ao Rio de Janeiro, que lança sua obra nos Estados Unidos, para grande sucesso de crítica. Lentamente sua carreira vai se recuperando e Tom Zé passa a atrair plateias da Europa, Estados Unidos e Brasil, especialmente após o lançamento do álbum Com Defeito de Fabricação, em 1998 (eleito um dos dez melhores álbuns do ano pelo The New York Times). Tom Zé compôs, na década de 1990, música para balés do Grupo Corpo.
Em 2006 foi lançado o filme Fabricando Tom Zé, um documentário de Décio Matos Jr, sobre a vida e obra do músico.
2014 viu Tom Zé lançar o disco Vira Lata na Via Láctea, acompanhado pelo show "Canções Eróticas para Ninar”. Um título similar foi empregado em seu álbum seguinte, Canções Eróticas de Ninar (2016) aludindo ao fato de que durante a infância e adolescência na Bahia, Tom Zé não ter recebido uma educação sexual formal. A revista Rolling Stone Brasil o elegeu o 23º melhor álbum brasileiro de 2016.
Em 2019 foi lançada pela editora italiana Add a primeira biografia autorizada com o título Tom Zé. L'ultimo tropicalista do escritor Pietro Scaramuzzo lançada no Brasil pela Edições Sesc SP.
Tom é torcedor fanático do Corinthians, tanto é que, em 1990, fez uma música em homenagem ao jogador Neto, o Xodó da Fiel, em alusão à sua não convocação para a Seleção Brasileira que disputaria a Copa do Mundo de 1990.

## Discografia
Álbuns de estúdio
- Tom Zé (Grande Liquidação) (1968)
- Tom Zé (1970)
- Tom Zé (Se o Caso é Chorar) (1972)
- Todos os Olhos (1973)
- Estudando o Samba (1976)
- Correio da Estação do Brás (1978)
- Nave Maria (1984)
- The Hips of Tradition (1992)
- Parabelo (com José Miguel Wisnik) (1997)
- No Jardim da Política (1998)
- Com Defeito de Fabricação (1998)
- Jogos de Armar (Faça Você Mesmo) (2000)
- Santagustin (2002)
- Imprensa Cantada (2003)
- Jogos de Armar (2003)
- Estudando o Pagode (2005)
- Danç-Êh-Sá - Pós-Canção/Dança dos Herdeiros do Sacrifício / 7 Caymianas para o Fim da Canção (2006)
- Estudando a Bossa (2008)
- Tropicália Lixo Lógico (2012)
- Tribunal do Feicebuqui (2013)
- Vira Lata na Via Láctea (2014)
- Canções Eróticas de Ninar (2016)
- Sem Você Não A (2017)
- Língua Brasileira (2022)

Ao Vivo
- Cantando com a Plateia (com Gereba) (1990)
- O Pirulito da Ciência (2010)

Coletâneas
- The Best of Tom Zé (1990)
- Tom Zé (1994)
- 20 preferidas (2002)
- Explaining Things So I Can Confuse You (2010)